# Internationaal Verdrag inzake hulpverlening
Het Internationaal Verdrag inzake hulpverlening (International Convention on Salvage, SALVAGE-verdrag) is een verdrag van de Internationale Maritieme Organisatie (IMO) dat nieuwe maatregelen toevoegt omtrent milieu aan het Brussels Bergingsverdrag van het CMI uit 1910. Het werd opgemaakt op 18 april 1989 in Londen en trad in werking op 14 juli 1996.
Het algemeen principe van het Brussels Bergingsverdrag berust op het feit dat het bergingsschip enkel wordt vergoed indien het een schip of zijn lading kan redden, het zogenaamde no cure, no pay. Het Internationaal Verdrag inzake hulpverlening neemt dit principe over, maar voegt een nieuwe regel toe waarbij het bergingsschip een extra vergoeding krijgt indien het boven op de reddingsoperatie ook nog acties ondernam om schade aan het milieu te vermijden of in te perken.

## Geschiedenis
Het internationaal zeerecht is ontstaan in de zeventiende eeuw: Volgens Hugo de Groot, principe van de vrijheid van de zee: de zee kan niet bezet worden door een staat of onderdeel uitmaken van enige rechtsbevoegdheid. Er ontstonden veel conflicten door gebrek aan internationale regelgeving ten gevolge van de toepassing van nationale rechtsregels.
- 1691: wettelijke regeling in Frankrijk: Ordonnance de la marine (sauvetage des épaves)
- 1892: Lloyd's Open Form (LOF): standaardformulier voor bergers, moest ondertekend worden door de kapitein van het schip dat gevaar liep. Het is een soort contract om het bergingsloon te bepalen.
- 1910: Brussels Aanvaringsverdrag: het Comité Maritime International (CMI) voorziet naast de aanvaringsconventie eveneens in een Hulp- en bergingsverdrag. Dit verdrag werd door 64 landen in gebruik genomen. Deze past het 'no-cure-no-payprincipe toe op bergingsschepen en voegt een beperking in op het hulploon dat een bergingsschip krijgt als deze de waarde van de geredde zaken overtreft.
- 1972: PIOPIC-clause (P&I Oil Pollution Indemnity Clause) als gevolg van de milieuramp veroorzaakt door de lekgeslagen olietanker Torrey Canyon ter hoogte van Cornwall. Het voorziet in gepaste dekking tegen gevaar van oliebezoedeling.
- 1978: Rapport van de IMO (september 1978): vraag om de Brussels Aanvaringsverdrag van 1910 te herzien, naar aanleiding van de milieuramp met het schip Amoco Cadiz, dat een verlies van 227.000 ton ruwe olie veroorzaakte voor de Franse Kust.
- 1980: LOF 1980: Naar aanleiding van de brand op de supertanker Atlantic Empress door aanvaring met de Aegan Captain werd de LOF herzien. Er waren enkele toevoegingen, zoals de beloning van de inspanningsverbintenis van de berger bij geen nuttig resultaat en lancering van het concept 'Safety Net' (redders aanzetten tot dienstverlening bij gevaar voor olieverontreiniging. Het is specifiek van toepassing op de berging van olietankers.
- 1981 CMI-conferentie in Montreal: voorziet in voorkomen en bestrijden van olieverontreiniging, niet enkel voor olietankers en legt een wettelijke basis vast voor het 'safety-net'. Er werden criteria vastgelegd voor de toekenning van het hulploon. Vakkundigheid en inspanningen van hulpverleners worden beloond bij het voorkomen en beperken van schade aan het milieu.
- 1999: SCOPIC Clause (Special Compensation P&I Club Clause): Dit is een uitzondering op de regel van het no-cure-no-payprincipe als gevolg van problemen in het Verenigd Koninkrijk met 'bijzondere vergoeding' toegekend aan de bergers (LOF 1995). Bijzondere bepalingen werden vastgelegd over de snelheid van verleende diensten, beschikbaarheid en gebruik van schepen of andere uitrusting. Het neemt de staat van paraatheid, doelmatigheid en waarde van de uitrusting van de bergers in rekening. Ook de 'pay to be paid'-regel aan de bergers bij verlies van zowel schip als lading werd ingevoerd. Code of conduct: zekerheid voor de hulpverlener bij hulp door de verzekeraar. De hulpverlener kan het tarief van het bergloon laten afwijken van de regels vastgelegd op de conventie van 1989 middels een 'written notice' aan de scheepseigenaar.
- 2000: LOF 2000: voorziet uitdrukkelijk in het optierecht van de 'SCOPIC clause'. Bepaalt dat de hulpverleningsoperatie pas stopt nadat de geredde waarde naar een veilige plaats werd gebracht, hulpverleners hoeven niet langer aanwezig te blijven bij de geredde waar.
- 2007: Environmental Salvage Conference 17 januari 2007: burgerlijke en rechterlijke aansprakelijkheid om scheepseigenaars, eigenaars van lading en staten te behoeden voor milieukosten. bergers moeten kunnen rekenen op winst in plaats van enkel op de kostendekking van de hulpverlening.

## Overzicht hoofdstukken
- Hoofdstuk I: Algemene bepalingen
- Hoofdstuk II: Uitvoering van de hulpverlening
- Hoofdstuk III: Rechten van hulpverleners
- Hoofdstuk IV:Vorderingen en rechtsgedingen
- Hoofdstuk V: Slotbepalingen

### Hoofdstuk I
- Artikel 1: Definities
- Artikel 2: Toepassing van het verdrag
- Artikel 3: Platforms en booreenheden
- Artikel 4: Staatsschepen
- Artikel 5: Hulpverlening onder toezicht van de overheid
- Artikel 6: Overeenkomsten omtrent hulpverlening
- Artikel 7: Vernietiging en wijziging van overeenkomsten

### Hoofdstuk II
- Artikel 8: Plichten van de hulpverlener en van de eigenaar en de kapitein
- Artikel 9: Rechten van kuststaten
- Artikel 10: Plicht tot hulpverlening
- Artikel 11: Samenwerking

### Hoofdstuk III
- Artikel 12: Voorwaarden voor het hulploon
- Artikel 13: Criteria voor het vaststellen van het hulploon
- Artikel 14: Bijzondere vergoeding
- Artikel 15: Verdeling tussen hulpverleners
- Artikel 16: Redding van personen
- Artikel 17: Diensten die worden verleend krachtens bestaande overeenkomsten
- Artikel 18: Gevolgen van het wangedrag van de hulpverlener
- Artikel 19: Verbod op hulpverlening

### Hoofdstuk IV
- Artikel 20: Scheepsvoorrecht
- Artikel 21: Verplichting tot het verstrekken van zekerheid
- Artikel 22: Interim- uitkering
- Artikel 23: Verjaring van vorderingen
- Artikel 24: Rente
- Artikel 25: Ladingen die toebehoren aan een staat
- Artikel 26: Ladingen bestemd voor humanitaire doeleinden
- Artikel 27: Publicatie van arbitraire vonnissen

### Hoofdstuk V
- Artikel 28: Ondertekening, bekrachtiging, aanvaarding, goedkeuring en toetreding
- Artikel 29: Inwerkingtreding
- Artikel 30: Voorbehouden
- Artikel 31: Opzegging
- Artikel 32: Herziening en wijziging
- Artikel 33: Depositaris
- Artikel 34: Talen